# Kazanów (Mazovië)
Kazanów is een dorp in het Poolse woiwodschap Mazovië, in het district Zwoleński. De plaats maakt deel uit van de gemeente Kazanów en telt 460 inwoners.